# Катастрофа Ил-14 в Сосновом Бору
Катастрофа Ил-14 в Сосновом Бору — авиационная катастрофа, произошедшая вечером в субботу 8 июля 1961 года. Пассажирский самолёт Ил-14, принадлежащий Киевскому авиаотряду (Аэрофлот), выполнял рейс 411 по маршруту Киев—Казань—Свердловск, но спустя несколько часов после вылета из аэропорта Казани у самолёта закончилось топливо и он совершил вынужденную посадку в лес, близ деревни Сосновый Бор (Нижнесергинский район), Свердловская область. Погибли 9 человек — 5 членов экипажа и 4 пассажира.

## Самолёт
Ил-14П (регистрационный номер СССР-41848, заводской 6341706, серийный 17-06) был выпущен в июле 1956 года на Заводе № 84 и получил бортовой номер СССР-Л5082. В том же году совершил свой первый полёт и в августе был передан 86-му (Киевскому) авиаотряду Украинского Территориального управления Гражданского воздушного флота. В 1959 году получил бортовой номер СССР-41848. На день катастрофы налетал 9100 часов.

## Экипаж
Экипаж рейса 411 был таким:
- КВС — Виктор Николаевич Вислободов
- Второй пилот — Николай Иванович Кривенченко
- Штурман — Павел Васильевич Пуха
- Бортрадист — Юрий Георгиевич Коростылев
- Стюардесса — Галина Ивановна Рафальская

## Хронология событий
Борт СССР-41848 8 июля 1961 года должен был совершить регулярный пассажирский рейс 411 по маршруту Киев—Казань—Свердловск. На рейсе из Казани в Свердловск на борту самолёта находился 21 пассажир и 5 членов экипажа, а также 1108 килограммов топлива, с учётом резервного запаса. Чего было примерно на 550 килограммов меньше того, что должен был израсходовать самолёт. Полёт проходил на высоте 1800 метров. Фактическая погода по маршруту была такова: облачность 3—5 баллов, в конце маршрута 6—9 баллов, слоисто-кучевая. Видимость 10 км. Северный ветер 25—30 км/ч. В 08:25 Ил-14П вылетел из аэропорта Жуляны (Киев). После посадки и дозаправки самолёт вылетел из Казани в 16:32. При входе в зону обслуживания Свердловской районной диспетчерской службы управления воздушным движением высота полёта была задана 1200 метров. Спустя некоторое время данный эшелон был занят, об этом доложил экипаж. Также экипаж доложил о том, что расчётное время прибытия в аэропорт Кольцово 19:20. В 18:42 экипаж доложил о пролёте Красноуфимска визуально, на высоте 1200 метров. В 18:45 экипаж сообщил новое время прибытия — 19:32. Последняя радиосвязь с экипажем была в 18:51 — экипаж взял контрольный пеленг, 268 градусов, что соответствовало линии пути. По словам очевидцев, самолёт летел на малой высоте и с небольшой скоростью, а также, что обороты двигателей то делали больше, то уменьшали. У самолёта произошло истощение топлива и в 19:00 самолёт столкнулся с деревьями в 120 километрах западнее аэропорта Кольцово и с магнитным курсом 120 градусов. После столкновения с деревьями самолёт врезался в землю и разрушился, а также загорелся. На следующий день после катастрофы сгоревший самолёт нашли в 8:00, его нашли в лесу. Он находился в 7 километрах южнее маршрута, по которому должен был лететь. 9 человек — все 5 человек из состава экипажа и 4 пассажира, в том числе один из них ребёнок, погибли. Остальные 17 пассажиров, находившиеся на борту, в том числе 2 ребёнка, получили различные травмы и были доставлены в больницы.

## Расследование
Причиной катастрофы являются ошибки экипажа, а также ошибки при техническом обслуживании, что повлекло за собой остановку двигателей из-за полной выработки топлива. Из-за гибели экипажа точной причины недостаточной заправки горючим перед вылетом из Казани установить не удалось. Возможно, после пролёта Красноуфимска экипажем был замечен небольшой оставшийся в баках остаток топлива и с целью уменьшения его расхода мощность двигателей была уменьшена. Это подтверждается докладом экипажа об уменьшении путевой скорости до 232 км/ч и исправлением ими времени прибытия. Никаких докладов с жалобами на самолёт от экипажа по радиосвязи не было. Также по предварительным данным виновниками авиационного происшествия являются:
1. Второй пилот — при отсутствии в экипаже бортмеханика он являлся ответственным за заправку.
2. Штурман — не принял участия в проверке достаточного наличия горючего.
3. КВС — вылет с недостаточным количеством топлива.

### Комментарии
1. ↑  Здесь и далее указано московское время